# Chichery
 Chichery  es una comuna y población de Francia, en la región de Borgoña, departamento de Yonne, en el distrito de Auxerre y cantón de Migennes.
Su población en el censo de 1999 era de 461 habitantes.
Está integrada en la Communauté de communes de l'agglomération Migennoise .

## Demografía
| 314 | 362 | 398 | 386 | 430 | 461 |
| Para los censos de 1962 a 1999 la población legal corresponde a la población sin duplicidades (Fuente: INSEE [Consultar]) |     |     |     |     |     |